# خراش بن أمية
الصحابي خراش بن أمية
خراش بن أمية الكعبي الخزاعي. له ذكر ولا تعرف له رواية، قاله ابن منده وأبو نعيم.
وقال أبو عمر: خراش بن أمية بن الفضل الكعبي الخزاعي، مدني، شهد مع النبي  الحديبية وخيبر وما بعدهما من المشاهد، بعثه رسول الله  في الحديبية إلى مكة، وحمله على جمل يقال له الثعلب، فآذته قريش وعقرت جمله وأرادت قتله، فمنعته الأحابيش، فعاد إلى رسول الله ، فحينئذ بعث رسول الله  عثمان بن عفان، وهو الذي حلق رأس رسول الله  يوم الحديبية.
روى عن خراش هذا ابنه عبد الله. وتوفي خراش هذا آخر أيام معاوية.أخرجه الثلاثة.
وقد نسبه هشام الكلبي فقال: خراش بن أمية بن ربيعة بن الفضل بن منقذ بن عفيف بن كليب بن حبشية بن سلول بن كعب بن عمرو بن ربيعة، وهو لحي، الخزاعي. كان حليفاً لبني مخزوم، يكنى أبا نضلة، وهو الذي حلق للنبي يوم الحديبية وكان حجاماً، وهو الذي رمى نفسه على عامر بن أبي ضرار أخي الحارث يوم المريسيع مخافة أن يقتله الأنصار، وكان رمى رجلاً منهم بسهم.